# Gmina związkowa Kelberg
Gmina związkowa Kelberg (niem. Verbandsgemeinde Kelberg) – gmina związkowa w Niemczech, w kraju związkowym Nadrenia-Palatynat, w powiecie Vulkaneifel. Siedziba gminy związkowej znajduje się w miejscowości Kelberg.

## Podział administracyjny
Gmina związkowa zrzesza 33 gminy wiejskie:
1. Arbach
2. Beinhausen
3. Bereborn
4. Berenbach
5. Bodenbach
6. Bongard
7. Borler
8. Boxberg
9. Brücktal
10. Drees
11. Gelenberg
12. Gunderath
13. Höchstberg
14. Hörschhausen
15. Horperath
16. Kaperich
17. Katzwinkel
18. Kelberg
19. Kirsbach
20. Kötterichen
21. Kolverath
22. Lirstal
23. Mannebach
24. Mosbruch
25. Neichen
26. Nitz
27. Oberelz
28. Reimerath
29. Retterath
30. Sassen
31. Uersfeld
32. Ueß
33. Welcherath